# Памятник кошкам блокадного Ленинграда
Памятник кошкам блокадного Ленинграда установлен в честь кошек, живших в городе во время блокады, в том числе съеденных и погибших от голода и холода.
Кошки удостоились собственного памятника за то, что в период блокады Ленинграда большой проблемой города стали крысы, которые становились угрозой даже для небольших имеющихся запасов зерна и продуктов в городе. Кошки стали единственной эффективной защитой от грызунов, которые в условиях холодных голодных блокадных зим теряли страх и активно пытались нападать на зернохранилища и продуктовые склады даже в присутствии людей.
Также памятник посвящён и многим погибшим в годы блокады кошкам Ленинграда. Их в городе стало настолько мало, что по окончании войны в город кошек завозили специально, привозя их из Сибири и других регионов страны.
Памятник располагается в Выборгском районе Санкт-Петербурга по адресу улица Композиторов, дом 4. Он находится во дворе этого дома.
Памятник был установлен 4 сентября, а официально открыт 27 сентября 2016 года. Проект его создания принадлежит Наталье Рысевой.
Памятник был поставлен по обращению самих жителей домов, во дворе которых он расположен.

## Описание памятника
Памятник представляет собой бронзовую полноразмерную фигуру кошки, которая расположена на стуле, стоящем рядом с торшером. Стул расположен на постаменте, имитирующем фрагмент паркетного пола, который был распространён в Ленинграде в довоенные годы. В годы блокады большая часть паркетных полов была уничтожена, так как паркет, как и мебель, использовались для отопления жилищ.
Также в композицию входит бронзовая табличка, которая стоит прислонённой к стулу.
На табличке находится следующий текст:
«В память о кошках блокадного Ленинграда».